# 邦胶县
邦胶县（發音：[bāːŋ kɛ̂ːw]）是泰国南部博他侖府的一个县（amphoe）。

## 地理环境
邻近地区依次是（从6点钟顺时针）博他仑府的Pak Phayun、Pa Bon、Tamot和Khao Chaison以及宋卡府的Krasae Sin。
该县东部紧邻宋卡湖北部的Thale Luang岸边。